# Varat och tiden
Varat och tiden, även översatt Vara och tid (tyska: Sein und Zeit) är en bok av den tyske filosofen Martin Heidegger. Boken gavs ut 1927, men har sedan utgivits i ett stort antal upplagor, och räknas som ett av 1900-talets mest betydande verk. Boken kretsar kring varat – det som är – och författaren har skapat ett helt batteri av begrepp för att precisera och utveckla resonemangen.

## Utgåvor
- 1993 – Heidegger, Martin. Varat och tiden. Översättning: Richard Matz ([Ny utg.]). Göteborg: Daidalos. Libris 1763975
- 2019 – Heidegger, Martin. Vara och tid. Översättning: Jim Jakobsson (Andra upplagan). Göteborg: Daidalos. Libris 4f0g9gnw22cwvxhr. ISBN 9789171735775